# ورم لقمي عملاق مؤنف
ورم لقمي عملاق مؤنف (بالإنجليزية: Giant condyloma acuminatum)‏ والمعروف أيضا بمرض بوشكيه-لوفينشتاين. هو مرض نادر جدا، ينتقل عن الاتصال الجنسي والمنطقة الأكثر شيوعا للإصابة هي حول الشرج (40-60٪).وممكن ان يسبب بسرطان الحلزونية.
ينتشر الورم اللقمي العملاق ببطء.وياخذ شكل نبات القرنبيط في نموه، وبالرغم من بطء نموه، فهو خلافا للورم اللقمي البسيط، يعتبر من الاورام التي قد تتحول إلى أورام خبيثة تنتقل في الجسم، 40-60% من حالات الورم اللقمي العملاق تتحول إلى سرطانات.

## الأسباب
السبب الرئيسي في هذا المرض هي عدوى من فيروس الورم الحليمي البشري.

## العلاج
العلاج يتم عن طريق الجراحة بالدرجة الأولى، ان كان في المراحل الأولى من المرض أو في مراحل تطوره وهناك اجرائات علاجية أخرى.ومن هذه الإجرائات:
1. الختان. وقد يضطر الأطباء إلى بتر القضيب كليا.
2. العلاج الكيميائى.
3. العلاج الإشعاعي.
4. إزالة واستأصال الورم بالجراحة.